# سوتشيان
سوتشيان (بالصينية: 宿迁市 )‏ هي مدينة على مستوى محافظة، في جمهورية الصين الشعبية، تتبع جيانغسو، تبلغ مساحتها 8,555 كيلومتر مربع، رمزها البريدي هو 223800.

## التقسيمات الإدارية
- تعريف البرماجيات الاجتماعيه تعرف بانها برامج تدعم الانشطه الجماعيه في توطيد العلاقات الانسانيه وبناء المعرفه على الويب  [لغات أخرى]‏
- Suyu, Suqian [الإنجليزية]‏
- Shuyang County [الإنجليزية]‏
- Siyang County [الإنجليزية]‏
- Sihong County [الإنجليزية]‏.

## توأمة
لسوتشيان اتفاقيات توأمة مع:
- شانغكيو